# 霍斯金斯 (內布拉斯加州)
霍斯金斯（英語：Hoskins）是位於美國內布拉斯加州韋恩縣的村。

## 人口
根據2020年美國人口普查的數據，霍斯金斯的面積為0.80平方千米，皆為陸地。當地共有人口267人，而人口密度為每平方千米334人。